# Ralf Albert Franz
Ralf Albert Franz (* 1969 in Straubing) ist ein deutscher Kirchenmusikdirektor und Komponist.

## Leben
Nach dem Kirchenmusik-Studium in Regensburg, absolvierte er ein Aufbaustudium zum Staatlich Geprüften Musiklehrer mit den Hauptfächern Klavier und Orgel. Ergänzend studierte er Musikwissenschaft und Lehramt für Realschulen an der Universität Regensburg. Er arbeitete sowohl als katholischer Kirchenmusiker und – nach seiner Konversion – als evangelischer Kantor in Fürstenfeldbruck, Neuburg an der Donau und Ortenburg. Seit 2003 ist Franz Dekanatskantor in Passau und unterrichtet an der dortigen Universität Gesang und Klavier.
Bereits während seiner Schulzeit begann er zu komponieren. Den Schwerpunkt seines Œuvre bilden Werke für Klavier, Orgel und Bläser für die Liturgie und das Konzert. Der Stil seiner Kompositionen wird von verschiedenen Einflüssen geprägt: Eine klassisch-moderne Harmonik verbindet sich mit einer linearen Polyphonie in der Tradition von Johann Sebastian Bach und Elementen des Jazz. In seiner Hommage an Johann Sebastian Bach, transportiert er die zweistimmigen Inventionen Bachs in eine moderne, dissonanzenreiche Tonsprache. Im Jahre 2017 erhielt er den Kulturpreis des Landkreises Passau.

## Werke (Auswahl)
- Hommage à Johann Sebastian Bach. Drei zweistimmige Inventionen für Tasteninstrumente. Verlag Merseburger, Kassel.
- Aus tiefer Not schrei ich zu dir. Choralvariation für Soloinstrumente und Orgel. Verlag Merseburger, Kassel.
- Christ ist erstanden. Choralfantasien für die Orgel. Verlag Merseburger, Kassel.
- Galgenlieder. Nach Gedichten von Christian Morgenstern für tiefe Stimme (Alt/Bariton) und Klavier. Verlag Merseburger, Kassel.